# Deutscher Heilstollenverband
Der Deutsche Heilstollenverband ist ein Zusammenschluss von 10 Speläotherapiezentren Deutschlands. Das Ziel des Verbandes ist es, die Anerkennung der Speläotherapie als Heilmittel zu erreichen.

## Geschichte
Der Deutsche Heilstollenverband wurde am 24. März 1990 im Tiefen Stollen in Aalen als Deutscher Speläotherapie-Verband gegründet. Er hat seinen Sitz in Aalen. Den Anstoß dazu gaben die Arbeiten des Arztes Karl-Hermann Spannagel, der in der Kluterthöhle in Ennepetal seit den 1950er Jahren Lungenkuren durchführte.
Verbandspräsident ist seit dem 16. Mai 2014  Georg Guntermann.